# Новая Поляна (Пензенская область)
Новая Поляна — посёлок в Мокшанском районе Пензенской области. Входит в состав Чернозерского сельсовета.

## География
Находится в северной части Пензенской области на расстоянии приблизительно 20 км на северо-запад от районного центра поселка Мокшан на правом берегу реки Мокша.

## История
Основан между 1912 и 1926 годами в Нижнеломовском уезде крестьянами, выделившимися из общины села Чернозерье. В 2004 году 19 хозяйств.

## Население
Численность населения: 106 человек (1926 год), 112 (1939), 106 (1959), 63 (1979), 59(1989), 43 (1996). Население составляло 34 человека (русские 88 %) в 2002 году, 31 в 2010.